# Agnetina
Agnetina is een geslacht van steenvliegen uit de familie borstelsteenvliegen (Perlidae). De wetenschappelijke naam van het geslacht is voor het eerst geldig gepubliceerd in 1907 door Klapálek.

## Soorten
Agnetina omvat de volgende soorten:
- Agnetina aequalis (Banks, 1937)
- Agnetina annulipes (Hagen, 1861)
- Agnetina armata (Banks, 1940)
- Agnetina brevipennis (Navás, 1912)
- Agnetina cadaverosa (McLachlan, 1875)
- Agnetina capitata (Pictet, 1841)
- Agnetina chrysodes Navás, 1919
- Agnetina circumscripta (Klapálek, 1912)
- Agnetina cocandica (McLachlan, 1875)
- Agnetina curvigladiata Du & Chou, 1998
- Agnetina den Cao & Bae, 2006
- Agnetina duplistyla (Wu, 1962)
- Agnetina elegantula (Klapálek, 1905)
- Agnetina extrema (Navás, 1912)
- Agnetina flavescens (Walsh, 1862)
- Agnetina gladiata (Wu, 1962)
- Agnetina immersa (McLachlan, 1875)
- Agnetina jarai Stark & Sivec, 1991
- Agnetina kryzhanovskii Sivec & Zhiltzova, 1997
- Agnetina longihirta Du & Chou, 1998
- Agnetina multispinosa (Wu, 1938)
- Agnetina navasi (Wu, 1935)
- Agnetina pedata (Koponen, 1949)
- Agnetina praeusta (Klapálek, 1912)
- Agnetina quadrituberculata (Wu, 1935)
- Agnetina senilis Klapálek, 1921
- Agnetina spinata (Wu, 1949)
- Agnetina starki Du & Chou, 1998
- Agnetina vietnamica Li & Wang, 2012
- Agnetina werneri (Kempny, 1908)
- Agnetina zwicki Stark & Sivec, 2008